# 주자파
주자파(중국어 간체자: 走资派, 정체자: 走資派, 병음: Zǒu zīpài)는 문화 대혁명 때 자주 사용했던 단어로 주자본주의도로적당권파(중국어 간체자: 走资本主义道路的当权派, 정체자: 走資本主義道路的當權派, 병음: Zǒu zīběn zhǔyì dàolù dídàng quánpài)의 줄임말이다. '중국 공산당 내에서 자본주의 노선을 주장하는 파'라는 의미로 반대파를 매도하기 위해 마녀사냥식으로 자주 사용되었던 용어이다. 현재 중국에서는 이러한 단어를 사용하지 않는다.

## 같이 보기
- 개혁개방
- 덩샤오핑 이론
- 평화연변
- 수정주의 (마르크스주의)
- 중소 분쟁